# Timo Baumgartl
Timo Baumgartl (* 4. März 1996 in Böblingen) ist ein deutscher Fußballspieler. Baumgartl war mehrfach für deutsche Nachwuchsnationalmannschaften aktiv. Er steht seit Januar 2025 bei St. Louis City unter Vertrag.

## Karriere

### Vereine
Baumgartl wechselte in der Jugend 2010 vom GSV Maichingen zum SSV Reutlingen 05. Nach einem Jahr in Reutlingen ging er in das Nachwuchsleistungszentrum des VfB Stuttgart. Mit der B-Jugend der Stuttgarter wurde er in der Saison 2011/12 Deutscher Vizemeister und in der Saison 2012/13 Deutscher Meister. Wurde Baumgartl in der Jugend noch als Stürmer eingesetzt, schulte man ihn in der B-Jugend zum Innenverteidiger um.
Noch als A-Jugendlicher gab Timo Baumgartl für die zweite Mannschaft des VfB Stuttgart am 18. Dezember 2013 am 21. Spieltag der Saison 2013/14 in der 3. Liga gegen Borussia Dortmund II sein Profidebüt. Am 26. April 2014 erzielte Baumgartl gegen den 1. FC Heidenheim sein erstes Saisontor.
Baumgartl unterschrieb am 29. Juni 2014 seinen ersten Lizenzspielervertrag beim VfB Stuttgart, der bis zum 30. Juni 2017 datiert wurde. Am 8. November 2014 gab Baumgartl mit der ersten Mannschaft des VfB gegen Werder Bremen sein Debüt in der Bundesliga. Er verlängerte seinen Vertrag beim VfB am 26. Januar 2015 vorzeitig bis Ende Juni 2018. In der Rückrunde der Saison 2014/15 wurde er unter dem damaligen VfB-Cheftrainer Huub Stevens zum Stammspieler. Am 11. August 2015 unterzeichnete Baumgartl erneut einen neuen Vertrag, der ihn bis zum Jahr 2020 an den VfB Stuttgart gebunden hatte.
Nach dem Abstieg in der Saison 2015/16 trug Baumgartl als etablierter Stammspieler in der Spielzeit 2016/17 zur Zweitliga-Meisterschaft und dem damit verbundenen direkten Wiederaufstieg des VfB Stuttgart bei. Daraufhin unterzeichnete er am 3. Dezember 2017 einen bis 2022 laufenden neuen Vertrag ohne Ausstiegsklausel. Am Ende der Saison 2018/19 stieg er mit dem VfB erneut in die 2. Bundesliga ab.
Zur Saison 2019/20 wechselte Baumgartl in die Niederlande zur PSV Eindhoven und unterzeichnete einen Vertrag mit einer Laufzeit von fünf Jahren. Zur Saison 2021/22 wurde er für eine Spielzeit an den 1. FC Union Berlin verliehen.
Im Frühjahr 2022 wurde Baumgartl ein Hodentumor entfernt, woraufhin er bis zum Saisonende ausfiel. Union Berlin verlängerte die Leihe daraufhin für die Saison 2022/23. Am 18. September 2022 feierte Baumgartl nach überstandener Operation und Chemotherapie sein Startelf-Comeback. Insgesamt absolvierte Baumgartl in der Saison 2022/23 acht Ligaspiele. Nach dieser Saison endete die Leihe bei Union Berlin.
Kurz vor dem Beginn der Saison 2023/24 wechselte Baumgartl in die 2. Bundesliga zum FC Schalke 04. Er unterschrieb beim Absteiger einen Vertrag bis zum 30. Juni 2025. Unter Thomas Reis war der Innenverteidiger zunächst Stammspieler. Allerdings gerieten die Schalker in den Abstiegskampf, sodass Karel Geraerts Anfang Oktober 2023 als neuer Cheftrainer verpflichtet wurde. Unter diesem absolvierte Baumgartl bis Ende Februar 2024 noch fünf Zweitligaspiele. Da dieser nicht mit seinen Leistungen zufrieden war, versetzte er ihn im März 2024 in das Training der zweiten Mannschaft, für die er nicht zum Einsatz kam. Für die Profimannschaft war er insgesamt 12-mal in der Liga zum Einsatz gekommen. Seit dem Beginn der Sommervorbereitung 2024 musste Baumgartl separat trainieren. Ende August 2024 einigte er sich mit dem Verein auf eine Vertragsauflösung.
Zum 1. Januar 2025 schloss sich Baumgartl St. Louis City aus der Major League Soccer an. Er unterschrieb einen Vertrag bis zum 31. Dezember 2026 mit der Option auf ein weiteres Jahr.

### Nationalmannschaft
Am 7. Juni 2011 debütierte Timo Baumgartl für die deutsche U-15-Nationalmannschaft in einem Spiel gegen Portugal. Zwei Tage später war er für das deutsche U-15-Team erneut gegen Portugal im Einsatz. Für die U-18-Nationalmannschaft von Deutschland debütierte Baumgartl am 16. November 2013 gegen Tschechien. Sein erstes Spiel für das deutsche U-19-Nationalteam absolvierte Baumgartl am 5. September 2014 gegen die Niederlande. Sein Debüt in der U-21-Nationalmannschaft dauerte 18 Minuten, als er bei der 0:1-Niederlage gegen Polen in Tychy in der 83. Minute wegen einer Notbremse mit der Roten Karte des Feldes verwiesen wurde, nachdem er in der 65. Minute für Levin Öztunali eingewechselt worden war. Zwischenzeitlich war er unter Trainer Stefan Kuntz Kapitän der U21-Nationalmannschaft.

## Sonstiges
Baumgartl ist der Sohn der ehemaligen deutschen Handballnationalspielerin Michaela Baumgartl. Seit 2025 ist er mit seiner Frau Julia verheiratet.
Am 2. Dezember 2021 hatte er einen Gastauftritt bei Gute Zeiten, schlechte Zeiten (Folge: 7398).
Bei Baumgartl wurde im Frühjahr 2022 Hodenkrebs diagnostiziert. Nach überstandener Operation und Chemotherapie spielte er ab September 2022 wieder.